# Свети Архангели (Драма)
Вижте пояснителната страница за други значения на Свети Архангели.
„Свети Архангели Михаил и Гавриил“ (на гръцки: Ναός Ταξιαρχών Δράμας) е средновековна православна църква в македонския град Драма, Егейска Македония, Гърция. В 1976 година храмът е обявен за защитен паметник на културата.

## История
Църквата се намира в центъра на града, много близо до североизточната част на стените, с които е свързан със стълбище. В източния край на стената са открити римски надписи, което свидетелства, че на мястото по-рано е имало езически храм, който е превърнат в християнска църква. Църквата е малък храм от Палеологовата епоха в началото на XIV век със забележителни стенописи. Според една от версиите за произхода му, вероятно е бил погребален параклис, в който е била погребана съпругата на император Андроник II Палеолог, Ирина Монфератска, за е известно, че е починала и погребана в Драма през 1320 година.
Храмът е възстановен в сегашния си вид през 1973 – 1974 година, след старателни разкопки и проучване.

## Архитектура
Храмът е еднокорабна, правоъгълна сграда с апсида на източната страна, тристранна отвън и полукръгла отвътре. Конхата на протезиса е в североизточния ъгъл. Входът се намира на западната страна, а на двете дълги страни има по два отворени прозореца, като източният на южната стена е бил първоначално вход и е имал свод. Храмът е изграден от дребни камъни и тухли, сред които има много антични и средновековни мраморни фрагменти, които са заблуждавали учените за датировката. Според последните изследвания, храмът има три основни фази. Първата, към която принадлежи южната стена и част от източната е от началото на XIV век. В тази фаза църквата е еднокорабна със сводест вход от южната страна. Във втората фаза между 1861 и 1892 година със стари архитектурни елементи са възстановени северата и на западната стена, арката е заменен с мансарден покрив, отстранен е южният вход и е направен нов от запад. В третата фаза храмът е бил заобиколен от север, запад и юг от портик с едноскатен покрив, който покрива целия паметник. Събарянето на портика през 1973 г. разкрива възрастта на сградата и довежда до възстановяване на оригиналната форма. Сводеста сграда в контакт с южната страна на църквата е по-късна костница.
Вътре в храма, в източната част и около прозорците, има останки от стенописи, датиращи от първите десетилетия на XIV век. Това са сцени от Страстите и отделни светии, които въпреки лошото си състояние са добри представители на Палелоговата живопис. В църквата е имало и мраморен иконостас, от койтото са запазени и разкрити голям брой части по време на възстановителните работи и е реставриран. Състои се от четири вертикални подпори, които поддържат хоризонтален архитрав, а две колони блокират пролуките между тях.